# Шушия (Лакский район)
Шушия — упразднённое село в Лакском районе Дагестана, Россия. На момент упразднения входило в состав Кундынского сельсовета. В 1944 году все население переселено в село Ямансу Новолакского района. Официально упразднено в 1947 г.

## Географическое положение
Располагалось в 1,5 км к северу от села Гуйми, на северном склоне горы Кунбаку.

## История
До вхождения Дагестана в состав Российской империи селение Шушия (также было известно как Шуши, Шушилю) входило в состав Казикумухского ханства. Затем в Гойминское сельское общество Вицхинского наибства Казикумухского округа Дагестанской области. В 1895 году селение состояло из 45 хозяйств. По данным на 1926 год село Шуша состояло из 40 хозяйств. В административном отношении входило в состав Кундинского сельсовета Лакского района.
В 1944 году, после депортации чеченского населения с Северного Кавказа, все население села (47 хозяйства) было переселено в село Ямансу (с 1944 по 2002 г. носило название Шушия) бывшего Ауховского района.

## Население
| Год       | 1895 | 1908 | 1926 | 1939 | 1944 |
| --------- | ---- | ---- | ---- | ---- | ---- |
| Население | 211  | 213  | 159  | 220  | 205  |

По переписи 1926 года в селе проживал 159 человека (61 мужчина и 98 женщин), из которых: лакцы — 100 %. Кроме того числилось 10 отходников.